# Oliver Lang
Oliver "Ollie" Lang is een professioneel Amerikaans paintballspeler. Hij begon met paintball toen hij een tiener was, hij leerde het spel kennen op een verjaardagsfeestje. Sindsdien speelde hij het spel veel vaker en begon op hoog niveau te spelen. Hij maakte samen met zijn vrienden een paintballteam: Team Ironkids. Team Ironkids bestond uit Ryan Greenspan, Todd Martinez, Alex Fraige, Davey Williamson, Oliver Lang, Yosh Rau en Eric Roberts.

## Professionele paintballteams

### San Diego Dynasty
In 2002 vormde Lang opnieuw een team met zijn jeugdvrienden, maar nu op professioneel gebied. Ze noemden zichzelf de San Diego Dynasty. Vier jaar lang domineerden ze in de top van het paintball. In 2005 wonnen ze 4 van de 5 wedstrijden in de NPPL en 4 van de 5 wedstrijden in de PSP's Open X-Ball division.

### Los Angeles Ironmen
Lang verruilde in 2007 de San Diego Dynasty voor de Los Angeles Ironmen, hij ontving $100.000 voor deze transfer. In 2007 leidde hij de Ironmen naar hun eerste NXL kampioenschap door de Russian Legion te verslaan, tevens wonnen ze de series door Dynasty te verslaan. In 2008 wonnen ze de World Cup en wederom de series.